# Muzeum Elektryczności (Lizbona)
Muzeum Elektryczności w Lizbonie (port. Museu da Electricidade)– jednostka muzealna w Lizbonie, tworząca część Muzeum Nauki i Archeologii Przemysłowej. Odbywają się w nim wystawy oraz rozmaite wydarzenia kulturalne. Muzeum Elektryczności tworzy część dziedzictwa i struktury Fundacji EDP, należącej do Energias de Portugal.

## Opis
Muzeum znajduje się w Santa Maria de Belém, nadrzecznej dzielnicy Lizbony przyłączonej do miasta w XIX wieku. To jedna z najbardziej zabytkowych części miasta, w której znajdują się: Klasztor Hieronimitów, Centrum Kulturalne Belém, Wieża Belém, Pomnik Odkrywców, Pałac i Muzeum Republiki Portugalii, Muzeum Powozów i Narodowa Fabryka Sznurka. Muzeum Elektryczności zajmuje budynek sklasyfikowany jako miejsce użyteczności publicznej: dawną elektrownię cieplną – Central Tejo, która oświetlała Lizbonę przez ponad cztery dekady.
Muzeum otwarto w 1990 r. Po dziesięciu latach Muzeum Elektryczności poddano renowacji. Ponownie otworzono je w 2006 r. z nową, wzbogaconą ofertą kulturalną. Obecnie Muzeum to miejsce multidyscyplinarne, prezentujące nie tylko stałą ekspozycję (oryginalne maszyny Central Tejo, które obrazują sposób działania i warunki pracy w elektrowni), ale także różnorodne wystawy tymczasowe (malarstwa, rzeźby, fotografie). Muzeum posiada również przestrzeń dydaktyczną, gdzie odbywają się zabawy, doświadczenia, koncerty i konferencje.

## Architektura

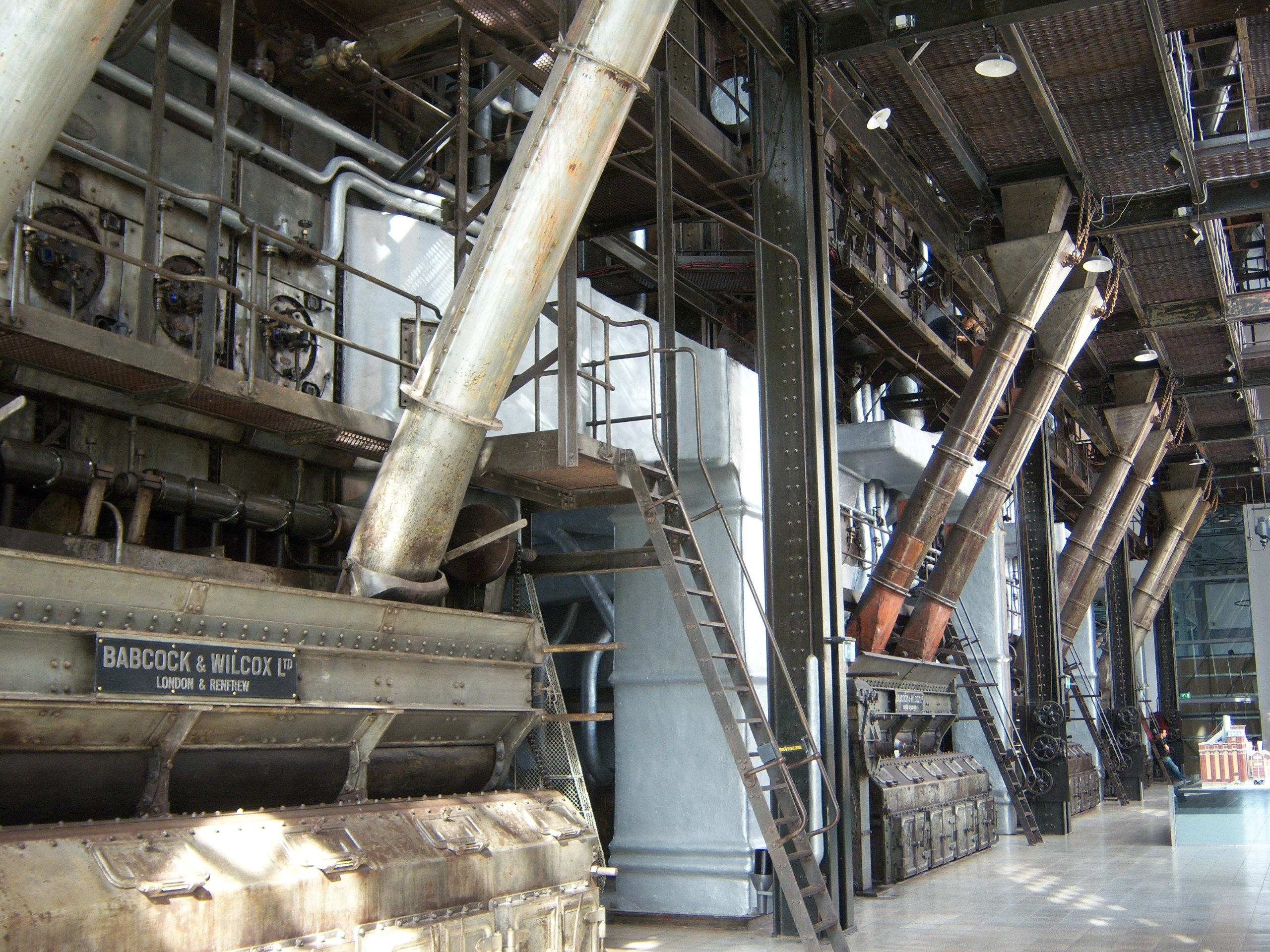
Kotłownia

Zespół budynków składających się na Central Tejo tworzył dawną elektrownię cieplną, która dostarczała prąd elektryczny do Lizbony i okolic. To wyjątkowy punkt na mapie architektonicznej Lizbony i jeden z charakterystycznych przykładów portugalskiej architektury przemysłowej z pierwszej połowy XX wieku.
Central Tejo budowano w latach 1908–1951. Struktura budynku reprezentuje zachodnią architekturę żelaza i cegły. Fasady zbudowane są w różnych stylach: od secesji (najstarsze części budynków kotłów niskiego ciśnienia) po klasycyzm widoczny w budynkach bardziej współczesnych (budynki kotłów wysokiego ciśnienia). Wraz z ekspansją elektrowni, na przestrzeni lat dołączano nowe tereny i budynki, co sprawiło, że dziś mieści się tam ogromny kompleks przemysłowy, który ma wiele celów kulturalnych. W latach 2001–2005 Muzeum przeszło renowację: wzmocniono strukturę budynków, odnowiono fasady i maszynerię.

## Zwiedzanie muzeum
Trasa zwiedzania zaczyna się na Praça do Carvão w miejscu, gdzie dawniej rozładowywano węgiel transportowany statkami po rzece Tag. Na tym placu można zobaczyć sito, zbiorniki i podnośniki, które rozdrabniały i podawały węgiel do wyższej części budynku kotłów wysokiego ciśnienia; także na tym placu odbywają się wystawy oraz dodatkowe wydarzenia.
Następnie trasa prowadzi do wnętrza kompleksu przemysłowego przez Salę Wystaw – dawny budynek kotłów niskociśnieniowych. Obecnie jest to otwarta przestrzeń, gdzie odbywają się wystawy tymczasowe i gdzie można zobaczyć drogi odprowadzania pary i silosy na węgiel ze starych kotłów.

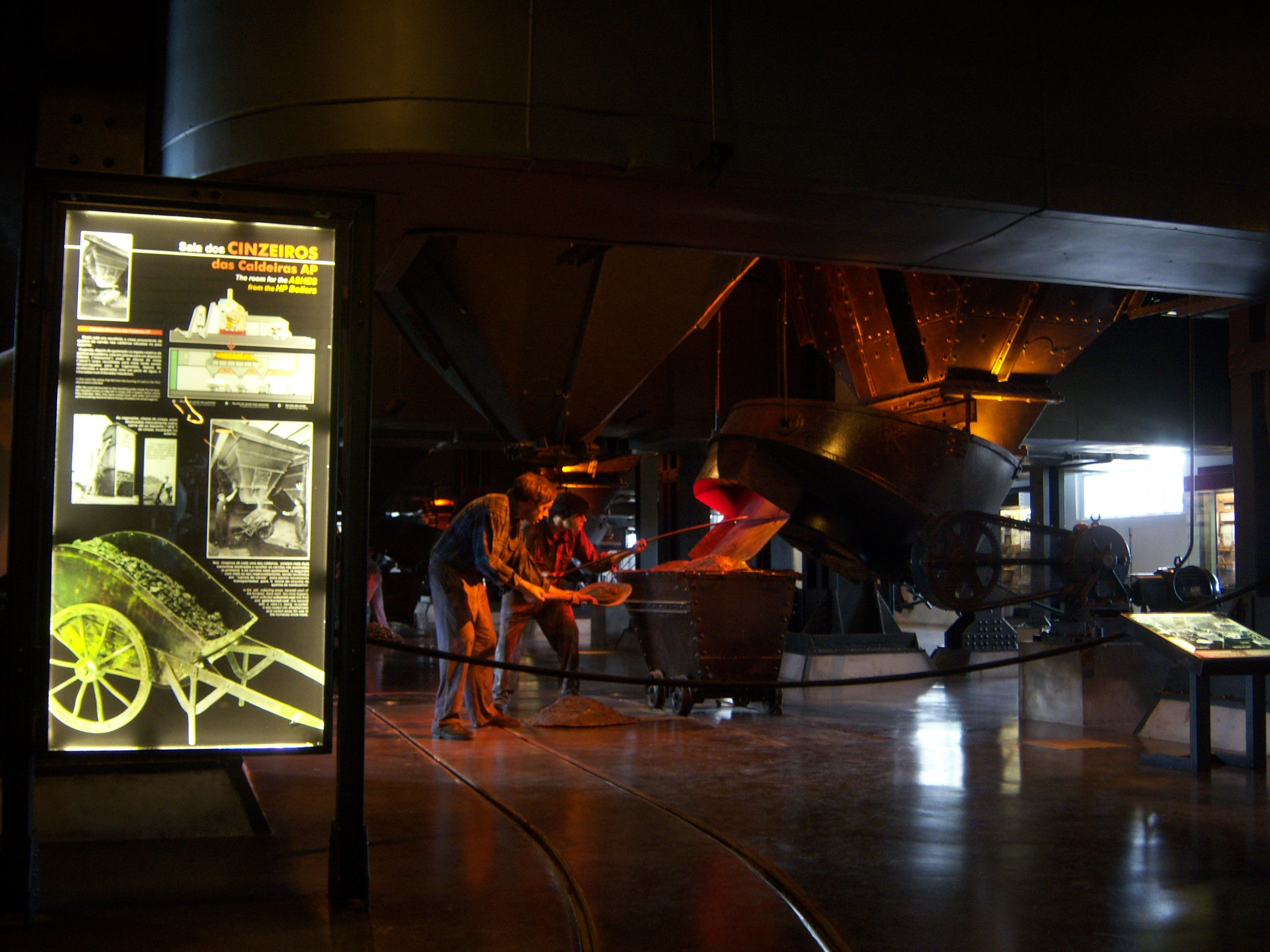
Widok z Sali Popiołów pochodzących z Kotłów Wysokociśnieniowych

Z hali kotłów niskiego ciśnienia przechodzi się do kotłowni, dawnego budynku kotłów wysokociśnieniowych, gdzie znajdują się cztery ogromne kotły o wysokości 30 metrów, stanowiska operowania wentylatorami, obiegiem powietrza i spalaniem etc.
Kocioł nr 15 jest przystosowany dla zwiedzających, co pozwala zajrzeć do jego wnętrza i przyjrzeć się wewnętrznej konstrukcji: rusztowi mechanicznemu, parownikom Baileya, palnikom naftowym, rurom podgrzewającym wodę itp. Poza kotłami, w sali ukazana jest historia budowy Central Tejo i obraz trudnych warunków pracy operatorów.
Na parterze znajduje się Sala Popiołów, gdzie zbierano popiół z palonego węgla. W tej części wystawy nacisk położono na warunki pracy: konsekwencje przebywania w wysokiej temperaturze i wdychania popiołów. Można tu również zobaczyć prace kuźnicze, stolarskie, transport, pochodzenie i jakość węgla.
Idąc dalej, trafiamy do Sali Badań, podzielonej na trzy części: pierwsza poświęcona jest źródłom energii odnawialnej i tradycyjnej; druga – naukowcom, którzy przyczynili się do postępu produkcji energii elektrycznej; w trzeciej znajdują się modele naukowe i zabawki, służące „nauce przez zabawę”.
Po przeprowadzeniu doświadczeń przechodzi się do Sali Wody. W tej i w kolejnej Sali – Maszynowni, przestrzeń muzealna przypomina kotłownianą; między maszynami, ścianami i sufitem widać rury pomalowane na różne kolory. Każdy kolor odpowiada materiałowi płynącemu przez rury – parze suchej, parze wilgotnej, wodzie.
Wracając do Sali Wody, zobaczymy proces adaptowania wody na późniejszy użytek w kotłach. Maszyny tam wystawione to pompy elektryczne, filtry i destylatory z roku 1940.

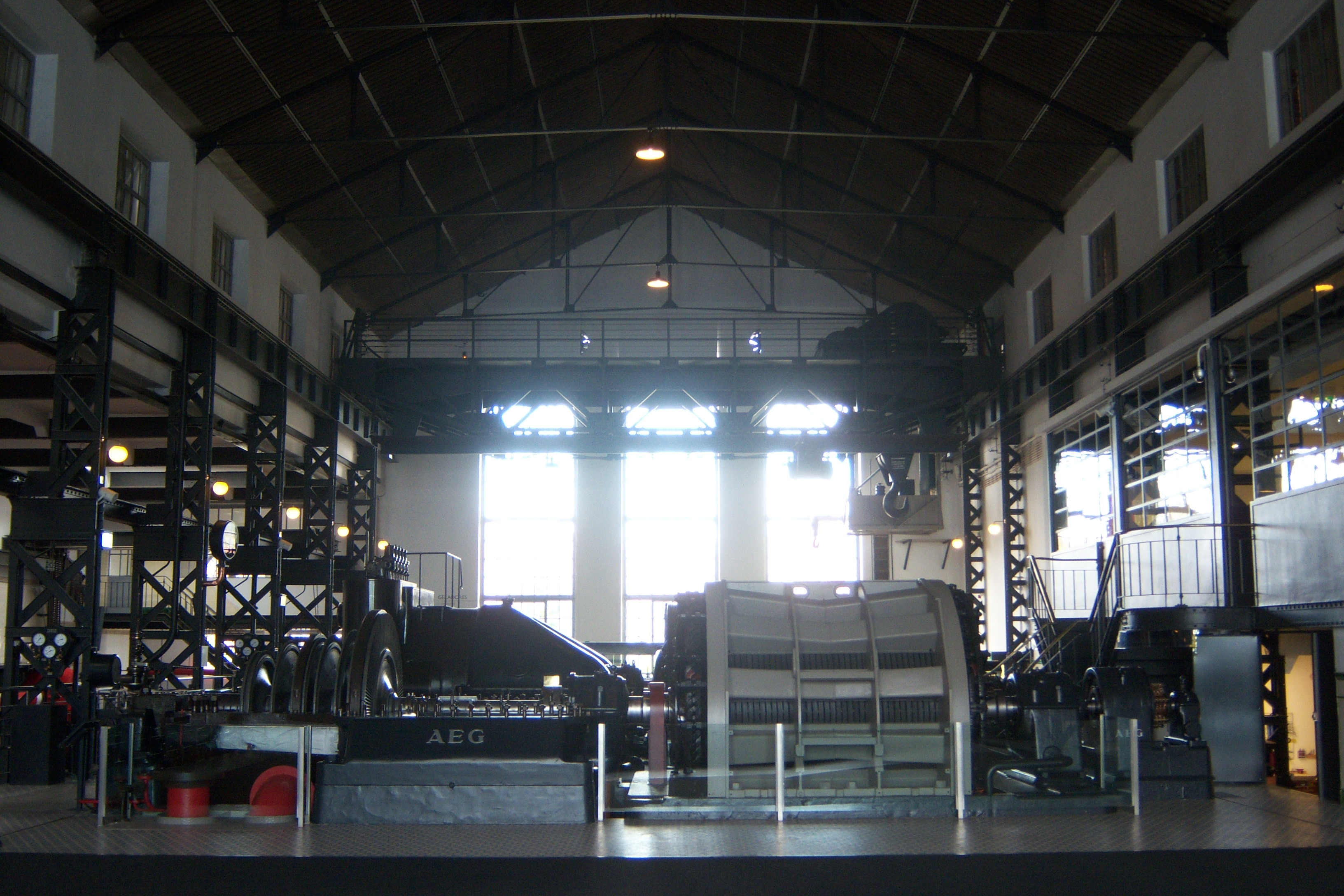
Widok z Sali Generatorów, z wyeksponowaną prądnicą turbinową prądu

Przechodząc przez tę sale, dojdziemy do Sali Skraplaczy, gdzie stoją Skraplacze chłodzące parę, pompy doprowadzające wodę z Tagu, która była głównym czynnikiem chłodzącym dla elektrowni. W tylnej części sali, gdzie znajdują się wyłączniki generatorów, umieszczona jest również stała ekspozycja Twarze Central Tejo składająca hołd pracownikom elektrowni za pomocą zdjęć i materiałów audiowizualnych, które obrazują trudne warunki w jakich przyszło im pracować.
Nad kondensatorami znajduje się Sala Generatorów, gdzie wystawione są dwa z pięciu turbo-alternatorów, którymi dysponowała elektrownia. Jeden z nich jest otwarty, by pokazać wewnętrzne elementy i umożliwić lepsze zrozumienie procesu wytwarzania energii elektrycznej.
Na najwyższym poziomie, znajduje się Stanowisko Sterowania: miejsce w którym sterowano generatorami i zarządzano dystrybucją energii elektrycznej w sieci zaopatrywanej przez elektrownie. Dzisiaj stała się ona miejscem badań i doświadczeń naukowych, w którym przewodnicy muzealni wyjaśniają historię elektryczności na przykładach z codzienności, takich jak działanie energii odnawialnych czy uproszczenie funkcjonowania całej elektrowni. Wykorzystują takie elementy jak butle gazowe, panel ciśnieniowy, a wszystko to dostosowane jest do wymagań publiczności.

## Zbiory
Muzeum posiada wiele eksponatów ruchomych takich jak kotły, turbo-alternatory i kondensatory z lat 1930 – 1950, oraz eksponaty, sięgające XIX wieku. Wśród zbiorów wyróżnia się kolekcja artykułów gospodarstwa domowego, maszyn elektrycznych, drewnianych i metalowych, elementy oświetlenia miejskiego i prywatnego, wyposażenia laboratoryjnego, lamp, makiet.

## Centrum Dokumentacji
Centrum Dokumentacji Muzeum Elektryczności ma na celu stać się wyspecjalizowanym centrum badań nad energią, a w szczególności elektrycznością. Obejmuje niemal 60 tys. woluminów w różnych formatach (dokumenty, książki, filmy), z których najstarsze pochodzą z 1848 roku, ponad 90 tys. zdjęć i około 15 tys. książek w większości dotyczących elektryczności (we wszystkich jej aspektach: technicznym, budowlanym, ekonomicznym, historycznym i społecznym), a także monografie o dziedzictwie archeologii przemysłowej, muzeologii, kulturze, encyklopedie i periodyki.
Centrum prowadzi politykę identyfikacji i wcielania dokumentów dostępnych w Internecie lub na miejscu, jak również publikuje monografie o historii elektryczności w Portugalii.

## Wydarzenia
W Muzeum Elektryczności odbywa się szereg atrakcji takich jak wystawy tymczasowe, Miesiąc Nauki, koncerty, konferencje i inne. Wiele wydarzeń kulturalnych odbywa się pod gołym niebem na Praça do Carvão. 

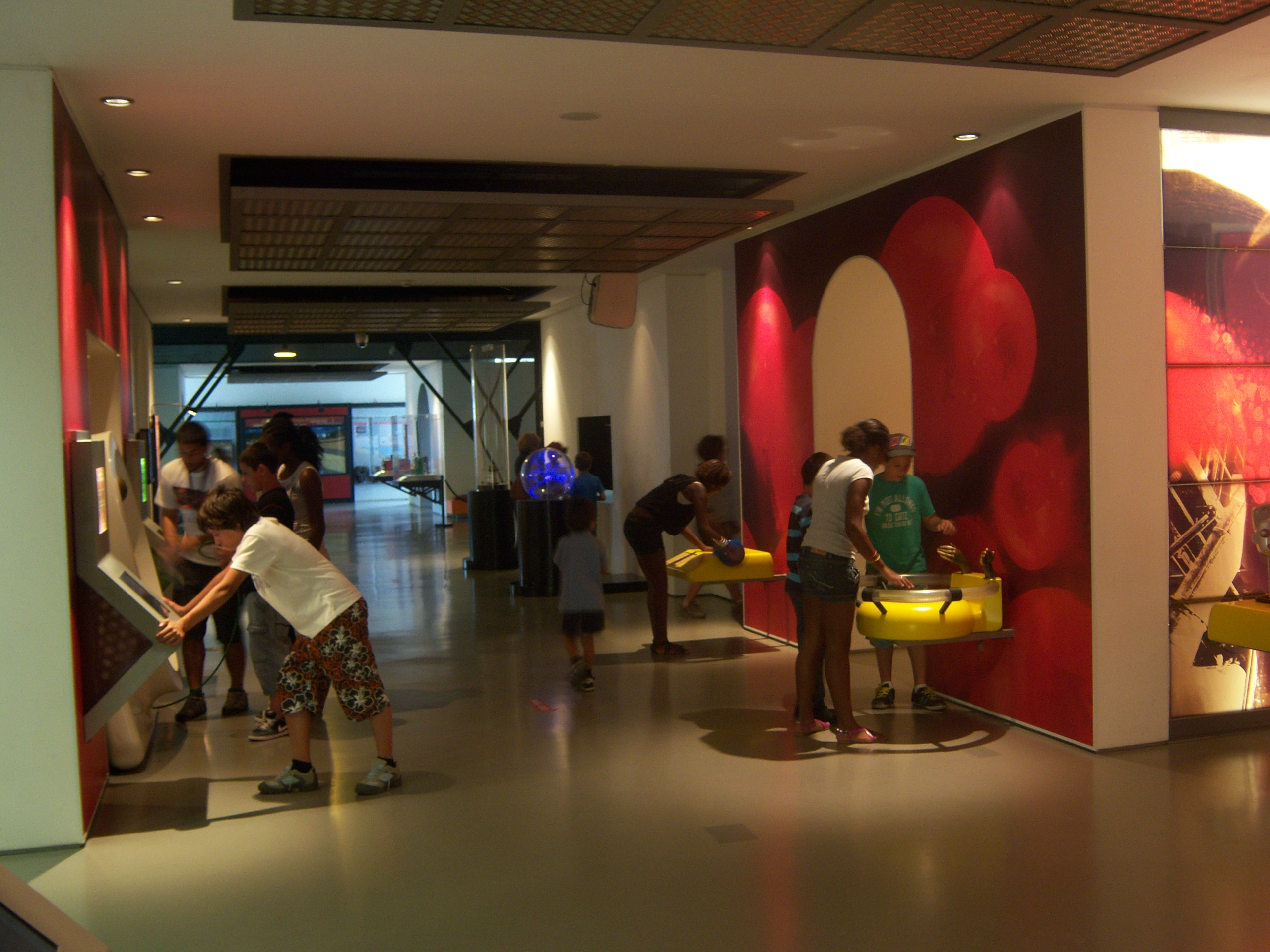
Sala Doświadczeń, miejsce gier i zabaw

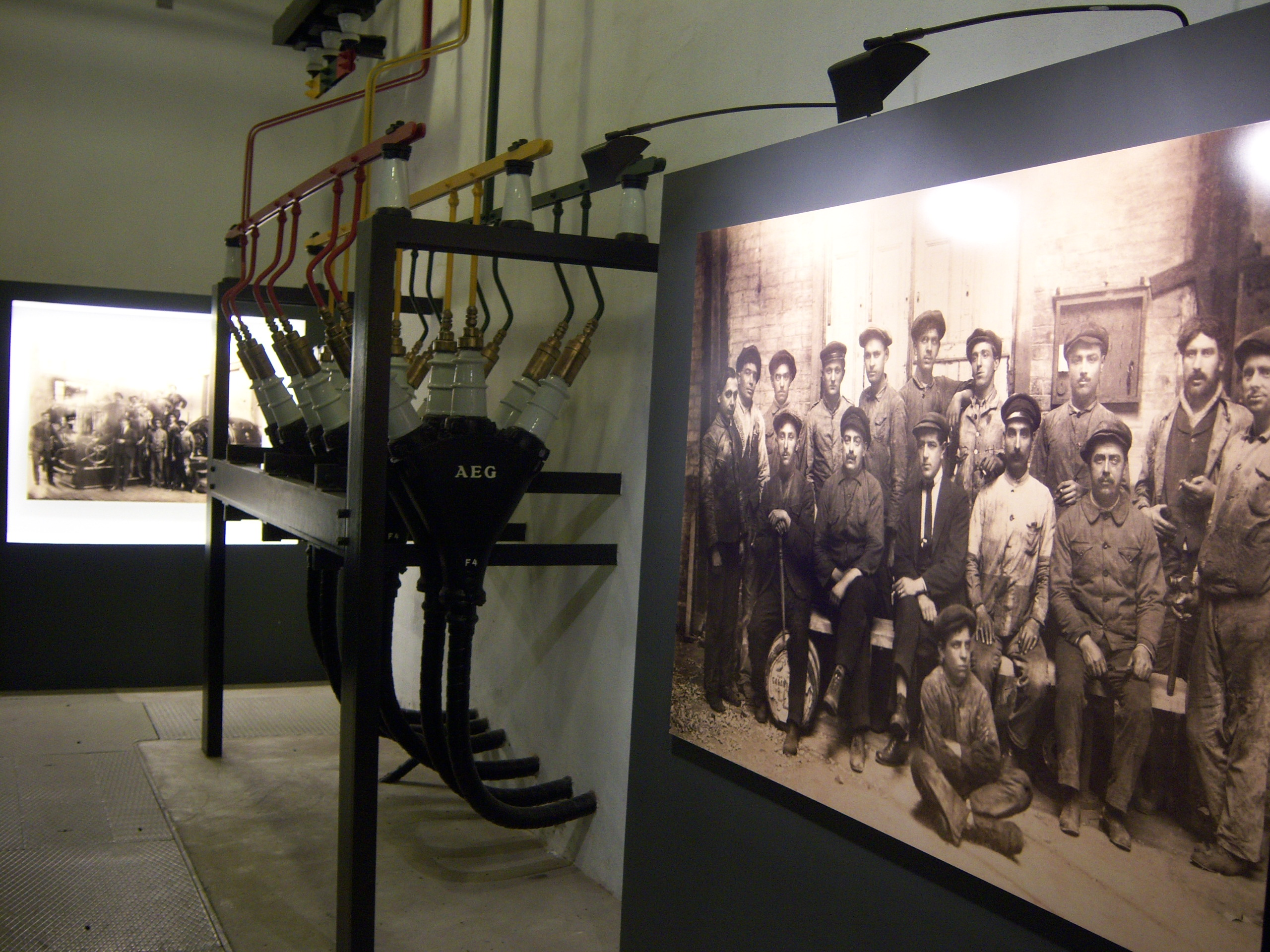
Sala dos Condensadores. Sala kondensatorów. Detale wyłączników instalacyjnych i wystawa Twarze Central Tejo

W maju na Praça do Carvão odbywa się Miesiąc Nauki, obejmujący wiele rozmaitych atrakcji. Mimo że wiele z nich odbywało się wcześniej, dopiero od 2009 roku oficjalnie tworzą część imprezy. W Miesiącu Nauki ma miejsce Olimpiada Fizyczna (dla uczniów), Narodowy Pokaz Nauki, Dzień Dziecka, Festiwal Słoneczny i Wyścig Słoneczny. Z wyjątkiem “Olimpiady Fizycznej”, promowanej przez Portugalskie Towarzystwo Fizyczne, wszystkie atrakcje zostały wypromowane przez Muzeum Elektryczności.
Muzeum Elektryczności oferuje także wizyty z przewodnikiem dla tych, którzy zechcą poznać bardziej szczegółowo proces produkcji energii w elektrowni cieplnej. Wizyta obejmuje również temat energii odnawialnych, i wykonanie kilku prostych doświadczeń fizycznych.